# Christian Sandrock

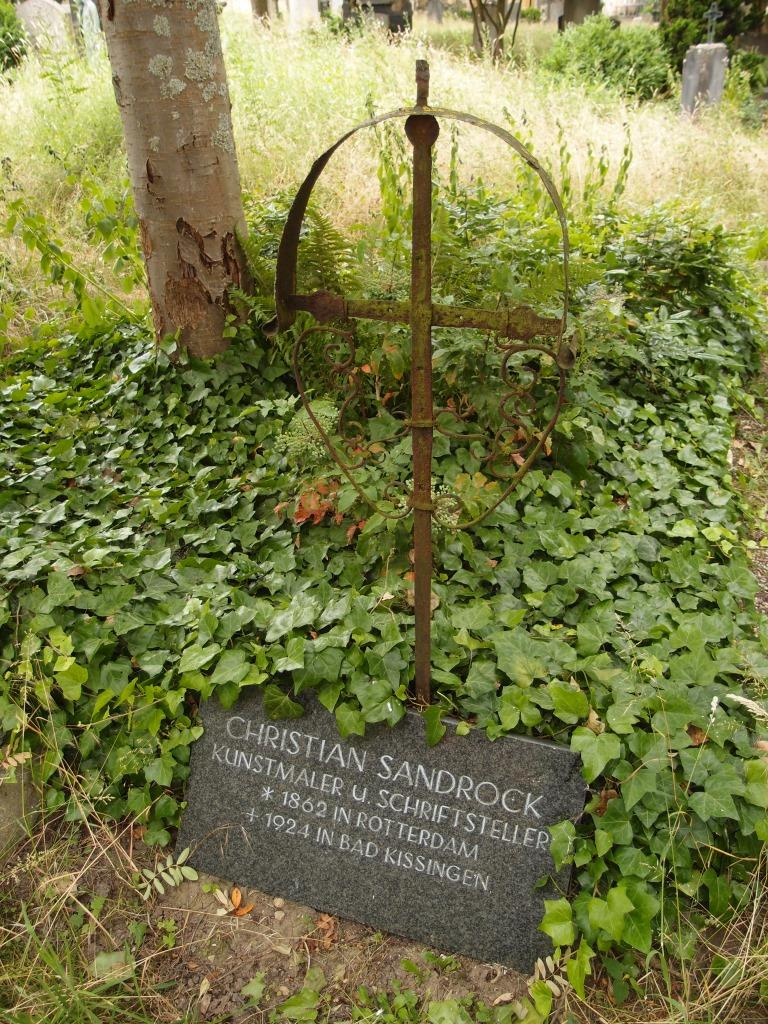
Grab Christian Sandrocks auf dem Kapellenfriedhof in Bad Kissingen

Christian Sandrock (auch Christel und Christoph, * 23. Januar 1862 in Rotterdam, Niederlande; † Anfang September 1924 in Bad Kissingen, Unterfranken) war ein deutscher Maler und Schriftsteller.

## Leben
Sandrock war der Sohn des deutschen Kaufmanns Eduard Sandrock und der niederländischen Schauspielerin Johanna Simonetta (genannt Nans) ten Hagen. Er wuchs mit seinen Schwestern Wilhelmine Sandrock (1861–1948) und Adele Sandrock (1863–1937) in Rotterdam und Berlin auf.
Sandrock war Historien- und Porträtmaler, schrieb Romane und Theaterstücke. Sein Schauspiel Jeanne wurde im Jahr 1910 in Bad Kissingen mit seiner Schwester Adele in der Hauptrolle uraufgeführt.
Anschließend kam Sandrock noch mehrere Male zur Kur nach Bad Kissingen, wo er während eines Kuraufenthalts verstarb. Sein Grab befindet sich auf dem Kapellenfriedhof in Bad Kissingen.
Arthur Schnitzler dürfte ihn als Vorlage für Charles in seinem zu Lebzeiten unveröffentlichten Stück Das Haus Delorme (1904) verwendet haben.

## Werke (Auswahl)
- Christel Sandrock: Jeanne, Schauspiel (1910)
- Christel Sandrock: Die Weinkiste. Literarische Skizzen, 161 Seiten, München Bonsels 1911
- Christoph Sandrock: Lydia, Roman, Charlottenburg Beyer 1913
- Christoph Sandrock: Pariser Bohême, Charlottenburg Beyer 1914